# Royal Khmer Airlines

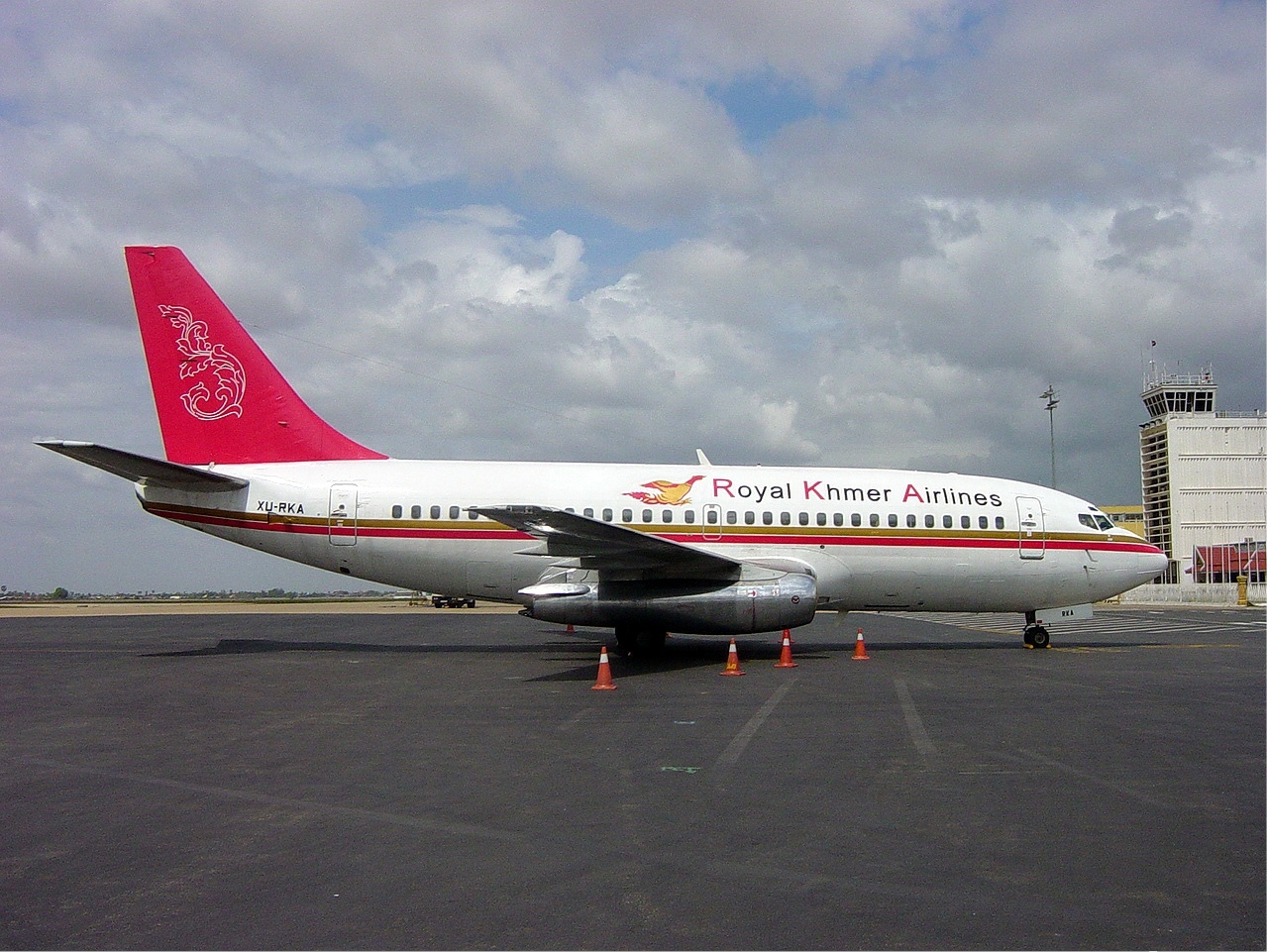
Boeing 737-200 de la Royal Khmer Airlines.

Royal Khmer Airlines (code AITA : RK ; souvent abrégé en RKA, Code OACI : RKH) est une compagnie aérienne du Cambodge, fondée en 2000 mais qui a commencé ses opérations en 2003 et qui a cessé ses opérations en 2007.

## Flotte
La flotte de RKA comprend les avions suivants (juin 2008) :
- 2 Boeing 727-200F (un avion exploité par Benin Golf Air)
- 5 Boeing 737-200 (un avion exploité par Iraqi Airways)